# بیل موریس (بازیکن فوتبال)
بیل موریس (انگلیسی: Bill Morris; ۲۶ مارس ۱۹۱۳ – 1995 (age 82)) بازیکن فوتبال اهل بریتانیا بود.
از باشگاه‌هایی که در آن بازی کرده‌است می‌توان به باشگاه فوتبال ولورهمپتون واندررز و باشگاه فوتبال وست برومویچ آلبیون اشاره کرد.
وی همچنین در تیم ملی فوتبال انگلستان بازی کرده‌است.